# 좋게 말로 하자고
《좋게 말로 하자고》(有話好好說, Keep Cool, 키프 쿨)는 홍콩에서 제작된 장예모 감독의 1997년 블랙코미디 영화이다. 갈우 등이 주연으로 출연하였다.

## 출연

### 주연
- 갈우
- 강문
- 취잉
- 장이머우

## 기타
- 미술: 카오